# Útok na velitelství Hizballáhu
Dne 27. září 2024 byl při izraelském náletu v Bejrútu zabit generální tajemník Hizballáhu Hasan Nasralláh. K útoku došlo v době, kdy se vysocí představitelé Hizballáhu scházeli v sídle pod obytnými budovami ve čtvrti Harát Hurajk na předměstí Dahíja. Operaci provedla 69. peruť Izraelského vojenského letectva za použití stíhacích letounů F-15I, které byly vybaveny bombami americké výroby schopnými ničit podzemní bunkry, jelikož ústředí se nacházelo v podzemí. Izraelské obranné síly přiřadily útoku kódové označení Nový řád (hebrejsky סדר חדש‎, Seder chadaš).
Zpočátku byl Nasralláhův stav nejistý, avšak 28. září potvrdily jeho smrt jak Izraelské obranné síly, tak Hizballáh. Jeho tělo bylo nalezeno dva dny po náletu. Zahynulo nejméně 33 lidí a více než 195 osob bylo zraněno. Při náletu bylo zabito několik vysokých představitelů Hizballáhu, včetně Alího Karakího, velitele jižní fronty. Íránské zdroje uvádějí, že byl rovněž zabit Abbás Nílforúšán, zástupce velitele Islámských revolučních gard a velitel jednotek Quds v Libanonu.
K útoku došlo několik minut po projevu izraelského premiéra Benjamina Netanjahua v OSN, ve kterém znovu potvrdil odhodlání Izraele bojovat proti Hizballáhu. Před tímto útokem došlo k dalším dvěma incidentům; výbuchům komunikačních zařízení a atentátu na Ibráhíma Aqíla, velitele jednotek Radwán; jež jsou považovány za jedny z největších neúspěchů Hizballáhu.

## Pozadí
Dne 8. října 2023, den po vypuknutí války Izraele s Hamásem, se do války zapojil Hizballáh, který tak učinil ze „solidarity s Palestinci“. Hizballáh zpočátku ostřeloval izraelské vojenské základny na farmách Šibáa a na Golanských výšinách (obě území jsou pod izraelskou okupací). Od té doby se obě strany navzájem ostřelují, což vedlo k vysídlení tisíci obyvatel v Izraeli a Libanonu a ke značným škodám na budovách a pozemcích. V období mezi 8. říjnem 2023 a 20. zářím 2024 došlo k 10 200 přeshraničním raketovým útokům, přičemž Izrael podnikl 8 300. V důsledku ostřelování bylo vysídleno více než 96 000 osob v Izraeli a více než milion osob v Libanonu. K 24. srpnu 2024 zemřelo v Libanonu 564 lidí, z toho 133 civilistů.
Hizballáh prohlásil, že bude pokračovat v útocích na Izrael, dokud Izrael nezastaví své operace v Pásmu Gazy. Izrael požadoval, aby Hizballáh stáhl své síly severně od řeky Lítání.
Ve dnech 17. a 18. září 2024 došlo k výbuchům tisíce komunikačních zařízení Hizballáhu. Výbuchy zabily 42 lidí a zranily nejméně 3 500 osob, včetně mnoha civilistů. Nejmenovaný představitel Hizballáhu sdělil agentuře Reuters, že 1 500 bojovníků organizace je z důvodů zranění neschopno boje. Podle Hizballáhu, Íránu a libanonské vlády za útokem stojí Izrael. Vysoce postavený zdroj libanonských bezpečnostních složek agentuře Reuters řekl, že za explozemi stála izraelská tajná služba Mosad a armáda. Prezident Izraele Jicchak Herzog popřel jakoukoli izraelskou účast na výbuších, zatímco předseda vlády Benjamin Netanjahu řekl: „Pokud Hizballáh nepochopil zprávu, slibuji vám, že ji pochopí“. O několik dní později zahájil Hizballáh v reakci na výbuchy raketový útok na severní Izrael.
Dne 20. září 2024 eskalovalo napětí poté, co Izrael zabil Ibráhíma Aqíla a další vysoce postavené představitele Hizballáhu.
Spojené státy americké a Evropská unie vydaly 25. září prohlášení, v němž vyzvaly k 21dennímu příměří. Prohlášení podepsaly také Austrálie, Kanada, Francie, Německo, Itálie, Japonsko, Saúdská Arábie, Spojené arabské emiráty, Spojené království a Katar. Zpočátku Netanjahu s plánem souhlasil, avšak následující den jakýkoli souhlas popřel. Později však opět změnil názor a uvedl, že sdílí cíle uvedené v plánu.

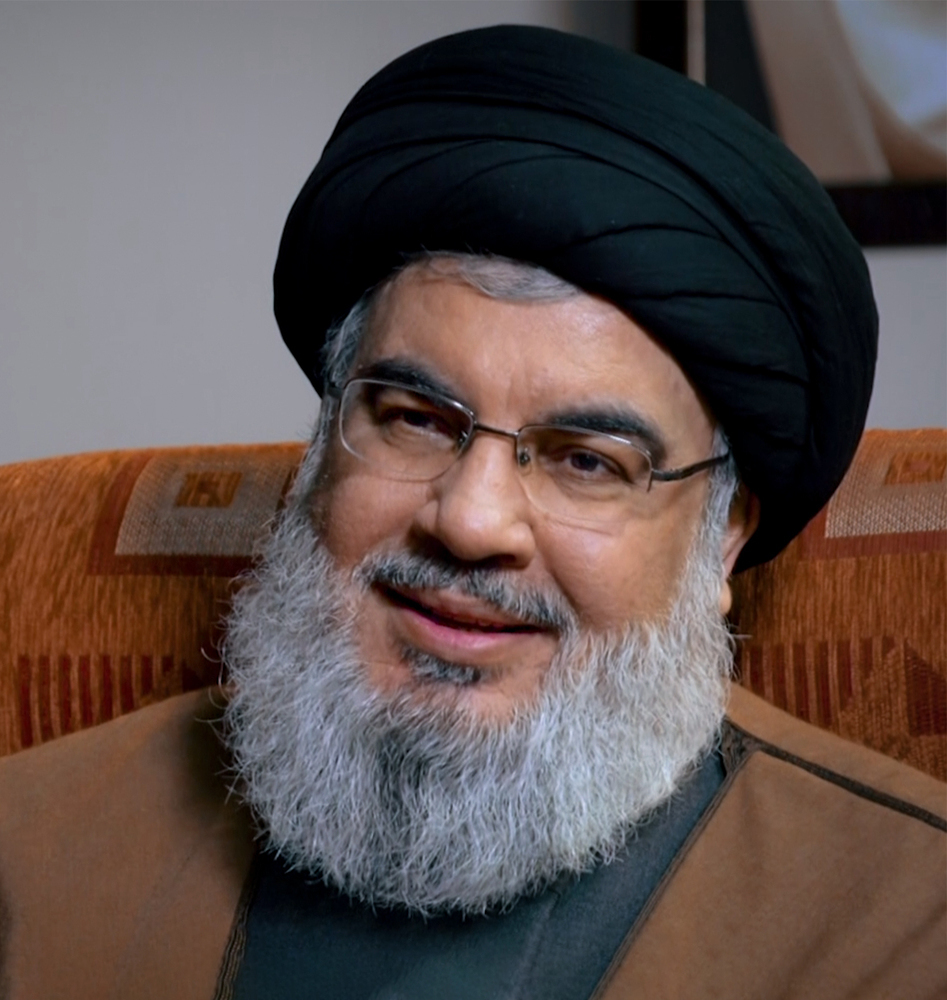
Hasan Nasralláh (2019)

### Hasan Nasralláh
Hasan Nasralláh zahájil svou politickou kariéru v roce 1978 vstupem do hnutí Amal. Z hnutí vystoupil v roce 1982 poté, co začala první libanonská válka. Ještě téhož roku vstoupil do Hizballáhu a v roce 1992 byl zvolen jeho generálním tajemníkem. Ihned po svém zvolení se začal věnovat boji proti Izraeli. Po masakru v Qáně v roce 1996 jeho popularita v Libanonu vysoce vzrostla. Za jeho vedení se z Hizballáhu stala největší nestátní armáda na světě, která svou silou předčila Libanonské ozbrojené síly. Jeho projevy byly často protiizraelské a protizápadní. Nasralláh také úzce spolupracoval s Íránem.
V 90. letech byl Nasralláh nejvíce podporován libanonskými ší'ity a do jisté míry i arabským a muslimským světem. V téže době byly jeho největšími oponenty Izrael a Spojené státy americké. Hizballáh se zúčastnil druhé libanonské války, během níž jeho vojáci přepadli izraelskou pohraniční jednotku, za což byl mnohými kritizován. Během syrské občanské války bojoval Hizballáh na straně Bašára al-Asada. Z důvodu podpory Bašára al-Asada klesla Hizballáhu popularita, jelikož byl mezinárodním společenstvím ostrakizován.
Popularita Hizballáhu opět vzrostla v říjnu 2023 po vypuknutí války Izraele s Hamásem. Pod jeho vedením čelil Hizballáh kritice za svou údajnou účast na atentátu na libanonského premiéra Rafíka Harírího v roce 2005 a na výbuchu v bejrútském přístavu v roce 2020. Důsledně propaguje Osu odporu, vojenskou koalici podporovanou Íránem, která bojuje proti Izraeli a USA.
V říjnu 1992 se Izrael pokusil Nasralláha zavraždit. V květnu 2004 libanonští představitelé uvedli, že se jim podařilo zmařit izraelský útok na Nasralláha. V roce 2006 shodil Izrael několik bomb na budovy, ve kterých se měl nacházet Nasralláh.
Podle The New York Times jej izraelští vůdci sledovali několik měsíců před vraždou. O útoku byl rozhodnuto tak rychle kvůli obávám z možného Nasralláhova přesunutí na jiné místo.

## Plánování
Podle informací nejmenovaných izraelských představitelů věděl Izrael o poloze Nasralláha měsíce předem. Plánování operace probíhalo i v době, kdy Izrael jednal s USA o možné přestávce v bojích. Spojené státy přitom o plánované akci nebyly informovány, neboť existovala obava, že čekáním na souhlas by mohlo dojít k promarnění příležitosti. O útoku byly USA informovány až v okamžiku, kdy se bombardéry nacházely ve vzduchu. Samotný plán útoku byl sestaven 23. září, první diskuse na vládní úrovni proběhly 25. září. Diskusí se kromě členů izraelské vlády účastnili i náčelník generálního štábu IOS Herci Halevi, šéf Mosadu David Barnea a šéf Šin bet Ronen Bar. Definitivní rozhodnutí o zahájení operace padlo 26. září na jednání izraelské vlády.
Podle později zveřejněného prohlášení velitele letky, která útok provedla, piloti nevěděli, co či kdo je cílem útoku, na který se připravovali. Podrobnosti o cíli se dozvěděli krátce před startem.

## Útok
Dne 27. září 2024 v 18:20 provedlo Izraelské vojenské letectvo nálet na hlavní ústředí Hizballáhu ve čtvrti Harát Hurajk na předměstí Dahíja. Podle deníku Le Parisien, jenž se odvolává na libanonský zdroj, informoval Izrael o Nasralláhově poloze íránský špión. V době útoku se Nasralláh a další vysocí představitelé Hizballáhu nacházeli v bunkru více než 18 metrů pod zemí.
Útok provedla 69. peruť Izraelského vojenského letectva za použití minimálně 8 stíhacích letounů F-15I Ra'am, jež vzlétly ze základny Chacerim a společně svrhly 83 bomb. Podle The New York Times se jednalo o bomby BLU-109 vybavené naváděcí soupravou JDAM. Informace o použití těžkých bomb americké výroby Mark 84 odmítly IOS komentovat.
Mluvčí Izraelských obranných sil Daniel Hagari uvedl, že cílem útoku bylo hlavní ústředí Hizballáhu, které se nacházelo v podzemí pod obytnými budovami. Kromě samotného bunkru bylo zničeno několik okolních budov.

## Oběti
Při útoku zahynulo nejméně 33 lidí a více než 195 osob bylo zraněno. Zabito bylo podle IOS více než 20 vysokých představitelů Hizballáhu, včetně jeho generálního tajemníka Hasana Nasralláha a velitele jižní fronty Alího Karakího. Při útoku zahynul také Abbás Nílforúšán, zástupce velitele Islámských revolučních gard a velitel jednotek Quds v Libanonu. K dalším významným obětem z řad Hizballáhu patřili Ibrahím Hussejn Džazíni, šéf Nasralláhovy osobní stráže, Samír Tawfiq Deeb, Nasralláhův poradce, Abd al-Amír Muhammad Sablíni či Alí Najíf Ajúb.

## Reakce

### Státy
- Argentina: Prezident Javier Milei sdílel na síti X příspěvek svého poradce Davida Epsteina, který vraždu oslavoval.[57]

- Česko: Prezident Petr Pavel řekl: „Věřím, že všichni účastníci, ať už je to Írán, nebo Libanon, nechtějí velký konflikt, stejně tak jako Izrael nemá určitě zájem o to, aby se na Blízkém východě rozhořel velký konflikt“.[70] V důsledku náletu zvýšila Policie ČR ochranu židovských objektů.[71]

- Čína: Ministerstvo zahraničních věcí uvedlo, že Izrael narušuje svrchovanost a bezpečnost Libanonu.[72]
- Francie: Ministerstvo pro Evropu a zahraniční věci uvedlo, že kontaktuje libanonské úřady s cílem zabránit další nestabilitě v regionu.[73]

- Irák: Předseda vlády Muhammad Šijá as-Súdání a duchovní Muqtadá as-Sadr vyhlásili v celé zemi třídenní smutek.[74]
- Izrael: Náčelník generálního štábu Izraelských obranných sil Herci Halevi prohlásil: „Tím nástroje v našem arzenálu nekončí. Vzkaz všem, kdo ohrožují občany Státu Izrael, je prostý: budeme vědět, jak je dostat“.[75] Předseda vlády Benjamin Netanjahu se den po útoku předčasně vrátil z cesty do Spojených států amerických.[76] Kancelář předsedy vlády uvedla, že útok schválil z New Yorku.[77]
- Írán: Nejvyšší vůdce Alí Chameneí svolal mimořádné zasedání Nejvyšší rady národní bezpečnosti.[78] Po tomto zasedání byl za zvýšených bezpečnostních opatření převezen na bezpečné místo v Íránu.[79] Chameneí vyzval muslimy k podpoře Hizballáhu a libanonského lidu a řekl, „ať pomohou všemi prostředky v boji proti ničemnému režimu (Izraeli)“.[80] Prezident Masúd Pezeškján prohlásil, že útok jen „posílí odpor“ a dodal, že mezinárodní společenství na tento „teroristický útok“ nezapomene.[81]
- Jemen: Hútiové ve svém prohlášení uvedli, že zabití Nasralláha posílí jejich odhodlání postavit se izraelskému nepříteli.[82]
- Jihoafrická republika: Ministerstvo zahraničních věcí útok odsoudilo jako „mimosoudní popravy“ a vyjádřilo solidaritu s libanonskými úřady.[83]
- Kanada: Premiér Justin Trudeau popsal Nasralláha jako „vůdce teroristické organizace, která útočila a zabíjela nevinné civilisty, což způsobilo obrovské utrpení v celém regionu“.[57]
- Kuba: Kubánský prezident Miguel Díaz-Canel označil Nasralláhovo zabití za zbabělý atentát, ohrožující regionální a globální mír a bezpečnost, za kterou Izrael nese plnou odpovědnost spolu se Spojenými státy.[82]

- Libanon: Předseda vlády Nadžíb Míkátí označil tento i předchozí izraelské útoky na Libanon za „vyhlazovací válku“.[84][85]
- Německo: Ministryně zahraničí Annalena Baerbocková prohlásila, že se jedná o „vysoce nebezpečný útok“, který může způsobit „destabilizaci celého Libanonu“. Dodala také, že možná destabilizace není v „bezpečnostním zájmu Izraele“.[86]
- Rusko: Ministerstvo zahraničních věcí útok odsoudilo a varovalo, že by mohl vést k eskalaci násilí v Libanonu a na Blízkém východě. Dále také vyzvalo k okamžitému zastavení bojů.[87] Ministr zahraničních věcí Sergej Lavrov uvedl, že země je znepokojena izraelským náletem, který zabil Hasana Nasralláha.[88]
- Sýrie: Ministerstvo zahraničních věcí útok odsoudilo.[89] V povstalci kontrolovaném Idlibu oslavovali místní obyvatelé Nasralláhovu smrt, jelikož ho považovali za „řezníka“, který je zodpovědný za utrpení a smrt mnoha Syřanů během syrské občanské války.[90][91] Syrská sociálně nacionální strana vydala prohlášení, v němž truchlí nad Nasralláhovou smrtí.[92]
- Saúdská Arábie: Ministr zahraničních věcí Fajsal bin Farhán as-Saúd uvedl: „Tato eskalace bude mít negativní dopady na celý region“.[57]
- Spojené státy americké: Ministr obrany Lloyd Austin řekl, že je odhodlán zabránit Íránu v rozšíření konfliktu, a prohlásil: „Vyjádřil jsem plnou podporu Izraeli bránit své území a lid proti teroristickým skupinám podporovaným Íránem“.[93] Předseda Sněmovny reprezentantů Mike Johnson, vůdce sněmovní většiny Steve Scalise a předsedkyně republikánské sněmovní konference Elise Stefaniková vydali společné prohlášení, v němž uvedli: „Krveprolití, útlak a teror Hasana Nasralláha byly ukončeny. Světu je bez něj líp“.[93] Prezident Joe Biden prohlásil: „Nasralláhova smrt v důsledku izraelského náletu je mírou spravedlnosti pro mnoho jeho obětí, včetně tisíců Američanů, Izraelců a libanonských civilistů. Spojené státy plně podporují právo Izraele bránit se proti Hizballáhu, Hamásu, Hútíům a všem dalším teroristickým skupinám podporovaným Íránem“. Mimo jiné uvedl, že nařídil ministru obrany, aby navýšil počet amerických vojáků na Blízkém východě s cílem odradit od možné agrese a regionální války. Vyzval také k deeskalaci konfliktů v Pásmu Gazy a Libanonu prostřednictvím diplomacie.[94][95] Viceprezidentka Kamala Harrisová označila Nasralláha za „teroristu s americkou krví na rukou“.[96]
- Spojené království: Ministr zahraničních věcí David Lammy v příspěvku na síti X napsal, že mluvil s libanonským premiérem: „Shodli jsme se na potřebě okamžitého příměří, abychom ukončili krveprolití. Diplomatické řešení je jediným způsobem, jak obnovit bezpečnost a stabilitu pro libanonský a izraelský lid“.[97]
- Turecko: Ministr zahraničních věcí Hakan Fidan prohlásil, že Nasralláh byl pro Libanon a Blízký východ důležitou osobností, kterou bude těžké nahradit.[98]
- Venezuela: Prezident Nicolás Maduro řekl: „Izrael zaútočil na obytné domy a zároveň zabil stovky lidí. Existuje pro to slovo: zločin“.[82]

### Nestátní organizace
- Hamás: Organizace ve svém prohlášení nazvala Nasralláhovu smrt mučednickou a dále uvedla: „Co nejdůrazněji odsuzujeme tuto barbarskou sionistickou agresi a útoky na obytné budovy“.[82]
- Organizace spojených národů: Generální tajemník OSN Antonio Guterres řekl, že je „hluboce znepokojen dramatickou eskalací událostí v Bejrútu za posledních 24 hodin“.[57]
- Palestinská autonomie: Prezident Státu Palestina Mahmúd Abbás vyjádřil svou hlubokou soustrast Libanonu za smrt Nasralláha a civilistů, kteří „padli v důsledku brutální izraelské agrese“.[82]